# 汶川大地震各方反应
汶川大地震各方反应，旨在記錄2008年5月12日，四川省汶川大地震發生後，世界各地的广泛关注情形。

## 国际组织
- 联合国：秘书长潘基文致电中国外交部部长杨洁篪，代表联合国向中国政府和人民表示深切同情和诚挚慰问，对死难者表示沉痛哀悼。并表示联合国将全力支持中国的救灾和重建工作[2]。联合国儿童基金会香港委员会已承诺向灾区提供200万港币的首批紧急援助[3]。
- 欧盟：欧盟委员会发表声明表示，欧盟正在密切关注中国四川地震灾区的情况。地震可能已在相当大的地区造成了“重大损失”。[4]
- 國際奧委會 ：5月13日宣佈向中国地震灾区提供700万人民币(约合100万美元)的经济援助[5]；另一方面，北京奥组委會决定在聖火传递前默哀一分钟。[6]
- 国际海事卫星组织应中国交通通信中心要求，为中国震区增加2倍卫星信道资源，大大提高海事卫星设备的通信能力[7]。
- 国际社会工作者联合会：5月24日发给中国社会工作联合会一封信，对四川省发生的大地震表示关切和同情,表示愿意与中国站在一起，提供紧急和长期的救援[8]。

## 週邊國家與地區
- 香港：中华人民共和国香港特别行政区政府於12日晚表示，非常關注當日在四川發生的嚴重地震災害[9]，將會根據災情情況，提供一切可行協助，撥出3億港元予中央抗震救災總指揮部調配，並派出一支由衛生署醫生及消防處坍塌搜查專隊組成的小組趕往當地參與救災行動。[10]香港紅十字會通過中國紅十字總會向災區捐款人民幣50萬元[11]。有關撥款在14日得到立法會財務委員會通過，並將撥款增至3.5億元。議員同時亦表示在有需要時還可以增撥[12]。
- 澳門：中华人民共和国澳门特别行政区行政長官何厚鏵表示，對於四川省汶川縣發生地震感到難過，並向當地駐廣州部門瞭解狀況、表達關心與慰問，及全力支援救災工作。呼奩市民支持及參加賑災工作。並且澳門特區政決定捐款1億元人民幣，澳門基金會捐款1千萬人民幣賑濟災民[13]。
- 中華民國：中華民國總統府於2008年5月13日發佈新聞稿表示，願意秉持「人飢己飢、人溺己溺」的精神，配合國際社會積極投入救災與重建的行列，陳水扁並指示投入20億新臺幣賑災。行政院聲明，各地因921大地震應運而生的地震救災隊，多年來已累積救難經驗，將隨時候任赴援[14]。馬英九亦發出新聞稿：儘管大陸災情尚不明朗，但地震發生後的搶救黃金時間最重要，呼籲政府與民間社團發揮人道精神，提供物資及專業救援的協助[15]。包括臺北市消防局在內的多支救援隊伍已經整裝待發，但中國紅十字會指出目前除了軍隊之外，並不開放其他團體進入救援，避免令救災情況更加混亂[16]。在遭海協會婉拒後，海基會再次去函，強調「特種搜救隊曾接受嚴格專業訓練，並具備豐富救災經驗，人員與設備均已整裝待發。」目前海基會正在協調交涉相關安排事宜[17]。5月18日，中華民國紅十字會與台北市消防局聯合搜救隊伍攜帶搜救犬Bailey至漢旺工業城參與搜救[18]。其後國臺辦表示，災區目前通訊中斷，首要任務是遣派特種部隊進行拯救，才可以繼續進行更大規模的援救行動。而陸委會也表示，基於人道關懷，政府將捐款以及募集新臺幣共20億元的現金及物資，協助大陆救災及重建。
- 日本：日本外務省事務次官藪中三十二表示，日本政府也會視災情因應，有必要時會伸出援手[19]。首相福田康夫分別緻函胡錦濤和溫家寶，對四川省汶川縣遭受嚴重地震災害表示誠摯慰問，希望災區人民生活早日恢復穩定，重建家園[20]。外務大臣高村正彥也向中方表示慰問。日本救援队是汶川特大地震后第一支抵达灾区的外国专业救援队。5月15一21日,60多名日本搜救人员先后前往地震重灾区青川县关庄镇、乔庄镇和北川县展开救援。[21]

- 日本航天局在《空間和重大災害國際憲章》機制下，向中方提供了由其ALOS遙感衛星拍攝到的受災地區雷達衛星遙感圖片。

- ：朝鲜最高領導人金正日向胡錦濤和中国共产党、中國政府及受災者表示深切同情和慰問，希望在中国共产党領導下受災人民早日恢復正常。[23]
- ：韓國總統李明博對災害遇難者表示深切哀悼，對其家屬及傷員表示慰問，希望有關抗震救災工作早日順利完成。[24]
- 巴基斯坦：巴基斯坦總統穆沙拉夫、總理吉拉尼表示，相信百折不撓的中國人民一定能在最短的時間內重建家園，巴基斯坦人民將全力支持偉大的中國人民[25]。
- 俄羅斯：时任俄罗斯总统梅德韦杰夫十二日致电胡锦涛，就中国四川省发生强烈地震，并造成人员伤亡和财产重大损失表示慰问。同时表示在必要的情况下，俄罗斯将向中国地震灾区提供帮助[26]。总理普京对遇难者家属及受灾人员致以诚挚慰问，俄驻华大使拉佐夫也向中方表示慰问[20]。

- 14日下午14时55分，俄罗斯政府向地震灾区捐赠的首批价值30多万美元的救援物资共30约吨运抵成都。未来几天俄政府还将向中方提供100吨救灾物资。

- ：老撾人民革命黨中央委員會總書記、國家主席朱馬裡和政府總理波松聯名代表老撾黨、政府和人民向中國共產黨、政府和人民表示深切同情和誠摯慰問，相信中國人民在中國共產黨和中國政府的領導下，一定能克服地震災害造成的損失，早日恢復正常的生產生活[28]。
- 不丹：外交大臣泽林向中方表示慰问。

## 其他國家和地區
- 塞爾維亞: 總統鮑里斯·塔迪奇表示：“塞爾維亞公民為這次地震帶來的大量傷亡表示難過，請接受我最深切的慰問，並告訴死者的家人和中國人民，我們很同情他們在這個困難的時刻” 。  [29] 塞爾維亞內政部，國防部决定为灾区提供155頂帳篷和价值20万欧元的援助。[30]
- 法國：法国总统尼古拉·萨科齐12日致信胡锦涛，就中国四川中部发生多次地震表达最深切的慰问，强调他本人和法国政府对中国人民的坚定支持。并表示，但愿灾难造成的损失有限，坚信中国有能力战胜灾难。[31]法国外交部14日发表公报说，从即日起法国可以向中方提供人员、设备和物资，尤其是专业救援人员[32]。

- 法国外交部宣布，准备16日向中国派出一架运力在70到80吨左右的大型运输机，运送帐篷、被褥、药品、特殊厨具等救灾物资转交给中国红十字会，估计物资价值在25万欧元左右。

- 德国总理默克尔、副总理兼外长施泰因迈尔向中方表示慰问。德国政府宣布，已通过德国红十字会向中国地震灾区提供第一笔总数为50万欧元的救灾援助[32]。

- 受中国政府委托，德国弗利德里希哈芬专营卫星的Infoterra公司已向中国提供地震摧毁情况的清晰图像

- 斯洛維尼亞总理扬沙和 土耳其副外长斯尼尔利奥卢[20]、 阿根廷外长塔亚纳、 哥伦比亚外交部也向中方表示慰问[25]。
- 伊朗：伊朗外交部发言人侯赛尼发表声明说，伊朗政府和人民就此次地震灾难向中国政府和人民表示“深切悲痛”，并对遇难者的家人深表同情[4]。
- 美国：美国总统布什发表声明，称美国愿以任何可能的形式提供援助[35]。常务副国务卿内格罗蓬特也向中方表示慰问[20]。

- 白宫发言人佩里诺宣布，美国将向中国提供50万美元援助。还表示，随着工程人员勘察灾害现场，美方将考虑提供任何额外的资金援助。根据中国外交部统计，美国政府向中国提供了总计100万美元的资金援助和价值160万美元的物资援助。
- 6月29日，国务卿康多莉扎·赖斯抵达成都开始访华，期间她访问了都江堰震区。

- 约旦：国王阿卜杜拉二世对遇难者表示最沉痛的哀悼，对遇难者家属表示最诚挚的慰问，祝愿中国人民渡过难关[25]。
- 義大利：意大利总统纳波利塔诺、总理贝卢斯科尼表示，意中两国有着传统友谊，在这一悲痛时刻，意大利人民与中国人民紧密站在一起，意大利政府愿为救灾提供帮助和支持。外长弗拉蒂尼也向中方表示慰问[25]。
- 波蘭：波兰总统卡钦斯基代表全体波兰人民并以个人名义向遇难者家属表示诚挚慰问，祝受伤人员早日康复[25]。
- 巴西：巴西总统卢拉对地震造成的破坏深感悲痛，对遇难者表示慰问，对受伤人员和财产损失表示同情[25]。
- 墨西哥：墨西哥总统卡尔德龙表示，相信在中国政府坚强领导下，灾区人民一定能够早日重建家园，墨政府将提供救灾援助[25]。墨西哥外交部和副外长阿兰达也向中方表示慰问[28]。
- 羅馬尼亞：罗马尼亚总统伯塞斯库对遇难者表示深切哀悼，对受难者家属和受伤人员表示慰问，相信中国政府有能力带领中国人民克服困难，早日重建家园，在中国朋友遭受困难时，罗方愿尽其所能提供必要协助。罗马尼亚外交部和国务秘书尼古列斯库也向中方表示慰问[28]。
- 牙买加：牙买加总理戈尔丁对中国政府和人民表示最诚挚的慰问，对地震造成重大损失和人员伤亡深感痛惜，支持中国政府灾后救援努力，向中国人民致以良好祝愿[28]。
- 安地卡及巴布達：安提瓜和巴布达总理斯潘塞向中国政府和人民表示衷心的慰问和同情。相信中国人民的团结、坚韧以及中国政府的坚定决心一定能使受灾地区在最短时间内恢复正常[28]。
- 以色列：以色列外长利夫尼向中方表示慰问[28]。
- 挪威：挪威外交部宣布，挪威政府决定向中国提供2000万挪威克朗（约合390万美元）捐助款。挪威环境与国际发展大臣埃里克·索尔海姆还说，如果中国方面需要挪威提供特殊设备或其他帮助，挪威将尽力而为[32]。
- 比利时：比利时外交部发布公报说，比利时决定向中国提供25万欧元救灾款[32]。
- 乌克兰：乌克兰紧急情况部部长尚德拉说，乌克兰政府准备向中国派出一个由102人组成的战地移动医院，协助救治地震受伤者。乌克兰紧急情况部新闻发言人克罗尔说，在必要情况下，乌政府还可以向中国派遣搜救人员[32]。
- 英国：英国外交大臣米利班德对中国地震灾情深感悲痛。他表示英国已准备好向中方提供帮助[38]。
- 梵蒂冈：教宗本篤十六世周三呼籲，為四川大地震的死難者祈禱。教宗在每周的公開活動中表示，現時想到了四川和周邊地區的民眾，希望大家與他一起，為死難者祈禱。[39]
- 秘魯：5月16日宣布，5月19日为全国哀悼日为中国地震遇难者志哀并降半旗[40]。
- ：澳大利亚总理陆克文用中文发表电视公告，对中国政府和人民表示诚挚慰问，并承诺澳方将给予中方资金及物资援助。
- 匈牙利：匈牙利驻华大使馆开放接待灾民。

## 其他
- 西藏流亡政府：達賴喇嘛為在這次襲擊中國四川省的災難性地震造成的重大傷亡深感悲痛。謹向在5月12日強烈地震中受到直接影響的家庭，致以深切的同情和誠摯的哀悼，為地震中逝去的所有生命和傷者祈禱。[41]
- 法轮功组织：法轮功组织曾于2008年5月17日在纽约街头阻挠纽约华人向灾区捐款，并打出“天灭中共”等口号，当地华人被激怒并强烈谴责。 （页面存档备份，存于） （页面存档备份，存于）